# Campeonato Sudamericano 1920
Das Campeonato Sudamericano von 1920 war die vierte Ausspielung der südamerikanischen Kontinentalmeisterschaft im Fußball und fand vom 11. September bis 3. Oktober in Chile statt. Die Meisterschaft wurde im Ligasystem (Jeder gegen Jeden) ausgetragen. Bei Punktgleichheit auf dem ersten Platz war ein Entscheidungsspiel vorgesehen. Alle Spiele wurden im Stadion des Sporting Club in Valparaíso ausgetragen. Die Arena fasste damals etwa 20.000 Zuschauer.
Südamerikameister im Fußball wurde zum dritten Mal Uruguay.

## Spielergebnisse

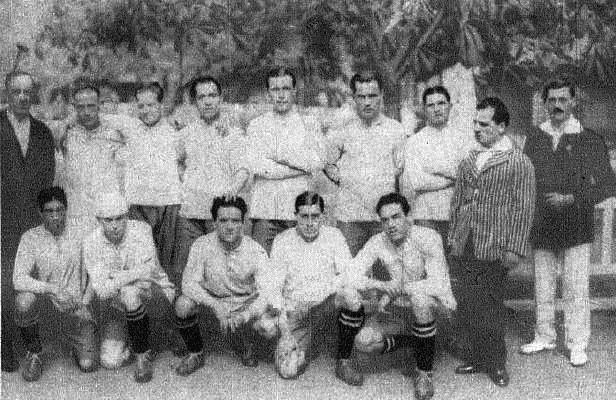
Südamerika-Meister Uruguay: Hinten: A. Urdinarán, J. Pérez, Ángel Romano, José Piendibene, A. Foglino, Andrés Ravera; Vorne: P. Somma, A. Zibechi, P. Ruotta, J. Legnazzi, A. Cámpolo

| Pl. | Land        | Sp. | S | U | N | Tore    | Diff. | Punkte |
| --- | ----------- | --- | - | - | - | ------- | ----- | ------ |
| 1.  | Uruguay     | 3   | 2 | 1 | 0 | 009:200 | +7    | 05:10  |
| 2.  | Argentinien | 3   | 1 | 2 | 0 | 004:200 | +2    | 04:20  |
| 3.  | Brasilien   | 3   | 1 | 0 | 2 | 001:800 | −7    | 02:40  |
| 4.  | Chile       | 3   | 0 | 1 | 2 | 002:400 | −2    | 01:50  |

|                    |   |             |           |
| 11. September 1920 |   |             |           |
| Chile              | – | Brasilien   | 0:1 (0:0) |
| 12. September 1920 |   |             |           |
| Uruguay            | – | Argentinien | 1:1 (1:0) |
| 18. September 1920 |   |             |           |
| Uruguay            | – | Brasilien   | 6:0 (3:0) |
| 20. September 1920 |   |             |           |
| Chile              | – | Argentinien | 1:1 (1:1) |
| 25. September 1920 |   |             |           |
| Argentinien        | – | Brasilien   | 2:0 (1:0) |
| 3. Oktober 1920    |   |             |           |
| Chile              | – | Uruguay     | 1:2 (0:1) |

## Beste Torschützen
| Rang | Spieler         | Tore |
| ---- | --------------- | ---- |
| 1    | José Pérez      | 3    |
|      | Ángel Romano    | 3    |
| 3    | Raúl Echeverría | 2    |

## Mannschaftsaufgebote
Uruguay
Juan Legnazzi (Torwart, Peñarol Montevideo), Manuel Beloutas (Torwart, Universal), Antonio Cámpolo (Peñarol Montevideo), Alfredo Foglino (Nacional Montevideo), Sebastián Marroche (Reformers FC), José Pérez (Peñarol Montevideo), José Piendibene (Peñarol Montevideo), Andrés Ravera (Peñarol Montevideo), Ángel Romano (Nacional Montevideo), Pascual Ruotta (Peñarol Montevideo), Carlos Scarone (Nacional Montevideo), Pascual Somma (Nacional Montevideo), Domingo Tejera (Montevideo Wanderers), Antonio Urdinarán (Nacional Montevideo), Juan José Villar (Universal), Alfredo Zibechi (Nacional Montevideo), Armando Zibechi (Montevideo Wanderers).
Trainer: Ernesto Fígoli
Uruguay wurde seiner Favoritenrolle gerecht. Wenn es auch im Duell mit Erzrivale Argentinien nur zu einem 1:1 reichte und die Mannschaft sich beim 2:1-Sieg gegen Gastgeber Chile ungewöhnlich schwer tat, so zeigte man doch beim 6:0-Erfolg gegen Brasilien seine Extraklasse und wurde verdient zum dritten Mal Copa-América-Sieger.
 Argentinien
Américo Miguel Tesoriere (Torwart, CA Boca Juniors), Atilio Badalini (Newell’s Old Boys Rosario), Florindo Bearzotti (Belgrano Rosario), Rodolfo Bruzzone (Sportivo Palermo Buenos Aires), Bleo Pedro Fournol (CA Boca Juniors), Antonio Roque Cortella (CA Boca Juniors), Antonio De Miguel (Newell’s Old Boys Rosario), Miguel Dellavalle (CA Belgrano), Raúl Echeverría (Estudiantes de La Plata), Angel Frumento (CA Banfield), Julio Libonatti (Newell’s Old Boys Rosario), Fausto Lucarelli (CA Banfield), Juan Salvador Presta (Porteño Buenos Aires), Eduardo Uslenghi (Club Cerro Porteño).
Ohne Trainer
Argentinien konnte seine gute Ausgangsposition nach dem Unentschieden gegen Uruguay nicht nutzen und verspielte seine Titelchance bereits im zweiten Spiel beim enttäuschenden 1:1 gegen den Gastgeber. So blieb für Argentinien wieder mal nur Platz zwei.
 Brasilien
Júlio Kuntz (Torwart, CR Flamengo), Ismael Alvariza (Grêmio Esportivo Brasil), Cypriano Nunes (FC Santos), Constantino Mollitsas (FC Santos), João De María (Andaraí FC Rio de Janeiro), Fortes (Fluminense FC), Adhemar Martins (CR Flamengo), Durval Machado Junqueira (CR Flamengo), Alvaro Martins (São Cristóvão AC Rio de Janeiro), Rodrigo Antonio Brandão (CR Flamengo), Augusto María Sisson (CR Flamengo), Telefone (CR Flamengo), Zezé (Fluminense FC).
Trainer: Oswaldo Gomes, Fortes
Brasilien enttäuschte als Titelverteidiger auf ganzer Linie. Nur beim Auftaktsieg gegen Chile erreichten die Brasilianer Normalform, anschließend aber spielte man weit unter seinen Möglichkeiten. Tiefpunkt war die blamable 0:6-Niederlage gegen Uruguay. Das war bis zur Fußball-Weltmeisterschaft 2014 die höchste Niederlage Brasiliens
 Chile
Manuel Guerrero (Torwart, La Cruz FC Valparaíso), Hernando Bolados (Santiago Wanderers), Aurelio Domínguez (Artillero de Costa FC Talcahuano), Humberto Elgueta (Gold Cross FC Talcahuano), Alfredo France (Estrella del Mar Talcahuano), Horacio Muñoz (Arturo Fernández Vial Concepción), Blas Parra (Artillero de Costa FC Talcahuano), Ulises Poirier (La Cruz FC Valparaíso), Víctor Toro (Arturo Fernández Vial Concepción), Ramón Unzaga (Estrella del Mar Talcahuano), Víctor Varas (Artillero de Costa FC Talcahuano), Pedro Vergara (Santiago Wanderers).
Trainer: Juan Carlos Bertone (Uruguay)
Chile spielte als Gastgeber überraschend gut und hätte aufgrund der gezeigten Leistungen eigentlich eine bessere Platzierung verdient gehabt. Doch ausgerechnet im Eröffnungsspiel gegen Brasilien zeigten die Chilenen ihre schwächste Leistung und unterlagen mit 0:1. Doch das anschließende 1:1-Unentschieden gegen Argentinien und die knappe 1:2-Niederlage gegen Uruguay durfte man schon als Achtungserfolge werten.
kursiv = „Künstlername“